# Cabildo de Montevideo
El Cabildo de Montevideo es uno de los edificios históricos más importantes de la ciudad de Montevideo. Ubicado en la  Ciudad Vieja , su construcción se inició en 1804; el proyecto estuvo a cargo del maestro de obras Tomás Toribio. Fue uno de los edificios más destacados de la época colonial y funcionó como Cabildo de Montevideo y Reales Cárceles durante dicho período. El 18 de julio de 1830 en una de sus salas se juró la primera Constitución de la República. En la actualidad funciona allí el Museo Histórico Cabildo.

## Historia
En este edificio patrimonial, tuvieron lugar  importantes sucesos históricos, políticos y sociales durante los siglos XIX y XX. La sede original del Cabildo de Montevideo, se había alojado en la casa del Capitán Pedro Gronardo, hasta que en 1737 se decidió construir un edificio sobre la esquina de las actuales calles Juan Carlos Gómez y Sarandí. Dada la precariedad de este edificio y el continuo desarrollo comercial de Montevideo a fines del siglo XVIII, lo que contribuyó a que la ciudad experimentara una serie de cambios urbanísticos y edilicios; las autoridades de la época decidieron construir una sede más importante, iniciándose en 1804 las obras del actual edificio en la misma ubicación.
El edificio construido frente a la Plaza Mayor - hoy Plaza Matriz o Plaza Constitución-  y a la Catedral tal como lo establecía la Legislación de Indias, cumplía funciones administrativas, judiciales y albergaba dependencias carcelarias.

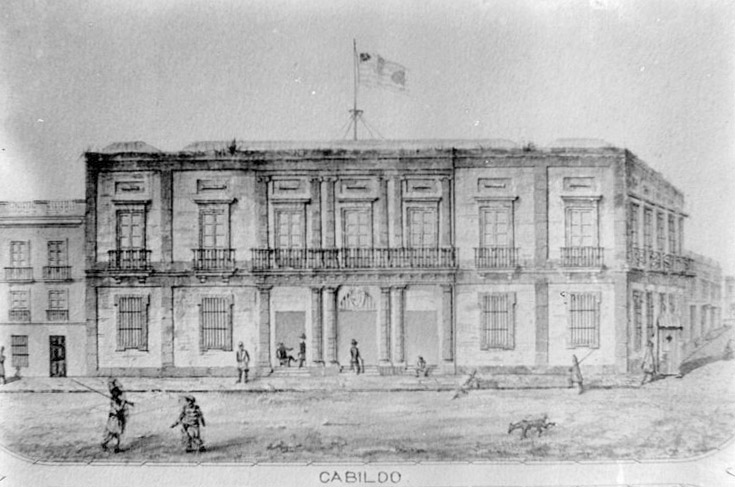
Cabildo de Montevideo, acuarela de Aimé Aulbourg y Víctor Rabu (1858).

Iniciado en 1804 fue culminado en 1869. Durante el proceso de construcción, transcurrieron las Invasiones Inglesas, la Revolución Oriental y la independencia del Estado Oriental del Uruguay.  Al  morir Tomás Toribio en 1810, fue sustituido en la obra por su hijo José. El edificio adquirió su volumetría después de 1829. 
Tras la Jura de la primera Constitución de la República  en 1830, fue sede de la Asamblea General y sus respectivos cuerpos, además de continuar funcionando como penitenciería hasta finales del siglo XIX.

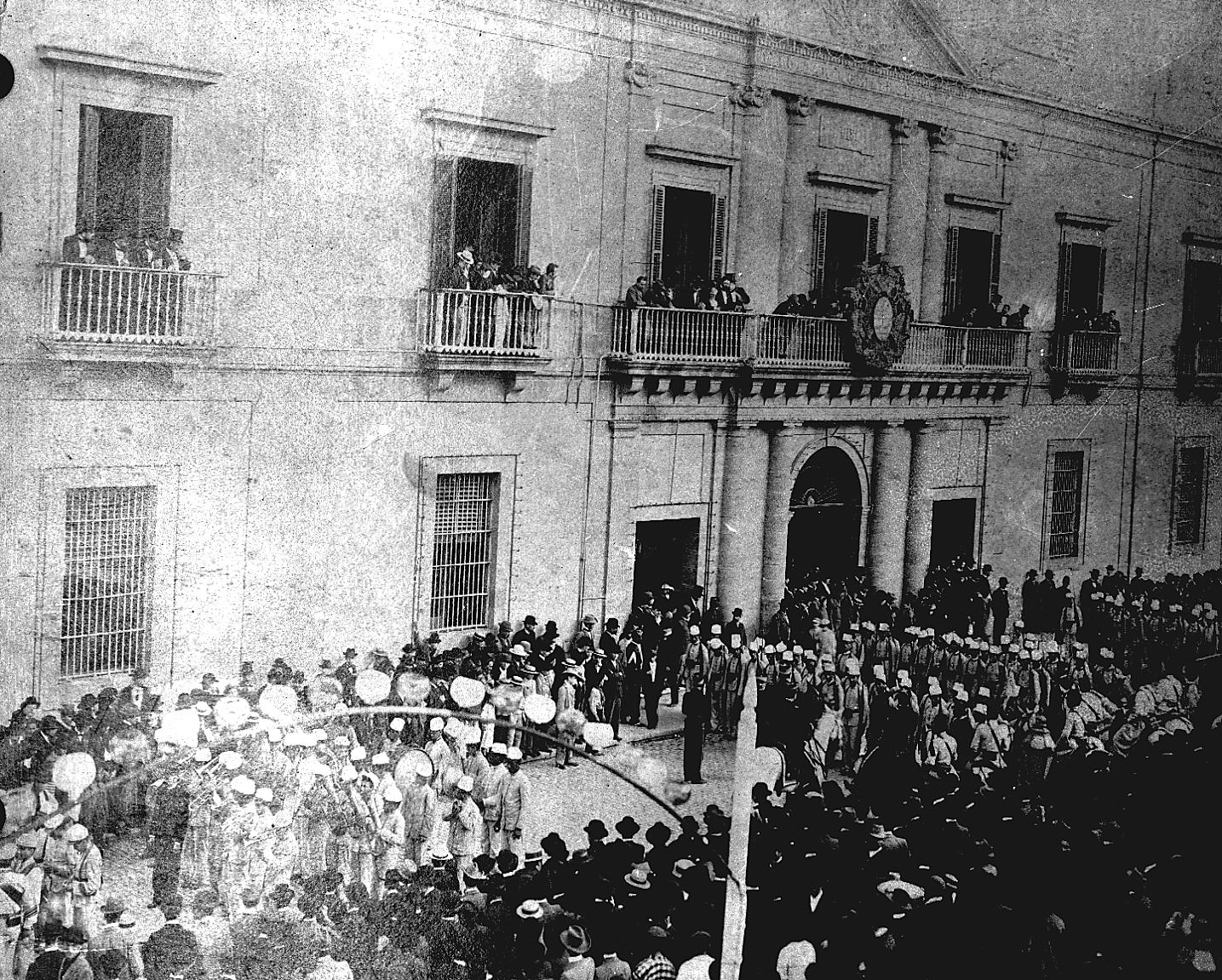
Cabildo mostrando su fachada en 1904.

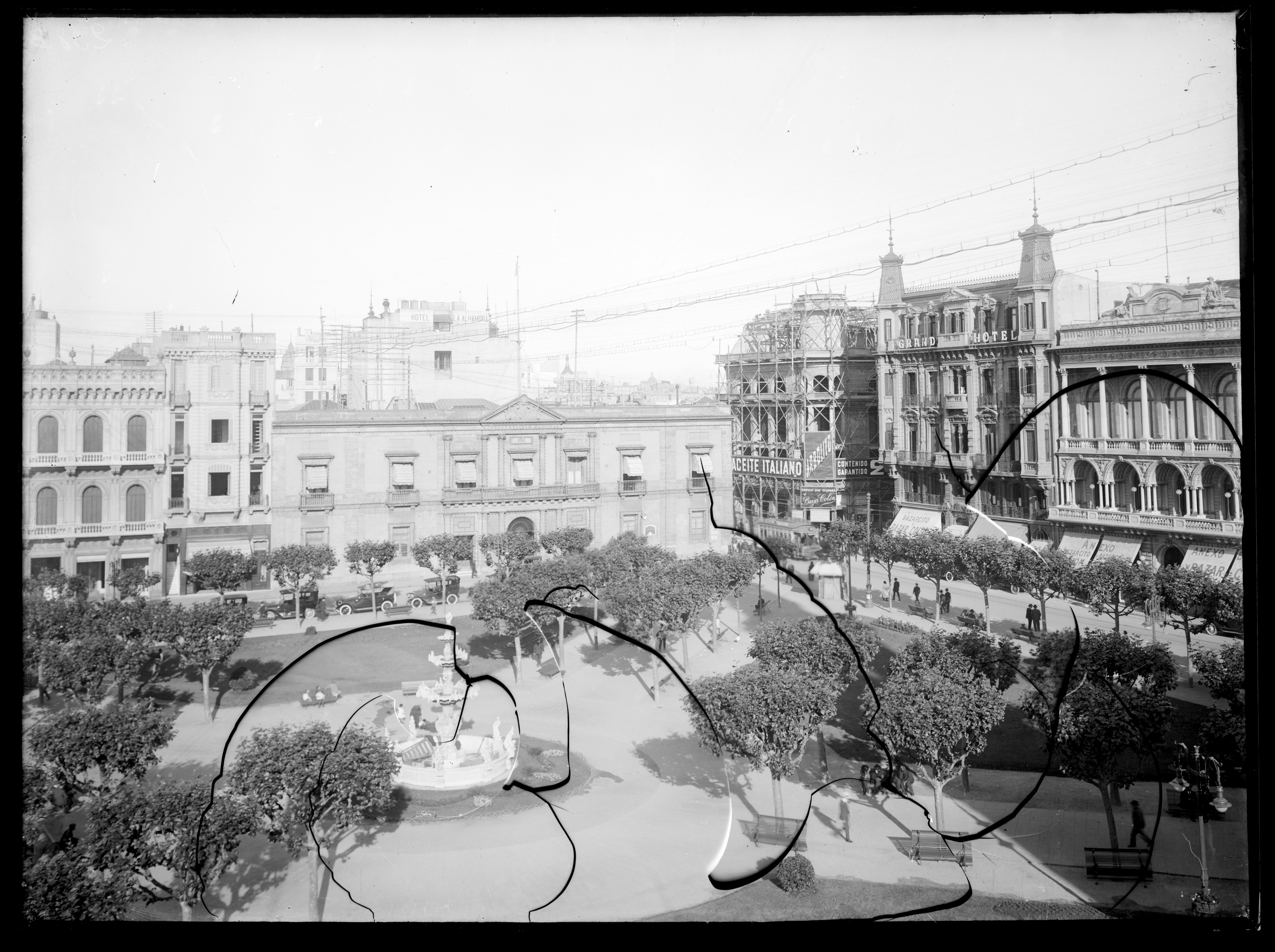
Cabildo en 1923 y esquina sureste de la plaza.

En 1925 al inaugurarse el Palacio Legislativo, las cámaras dejaron el edificio, que pasó entonces a ser sede del Ministerio de Relaciones Exteriores. Siendo sede de esta cartera, en 1939 se desarrollaron en el mismo, intensas negociaciones diplomáticas, debido a la llegada del Admiral Graf Spee al Río de la Plata durante la Segunda Guerra Mundial, en el marco de la Batalla del Río de la Plata.
Fue restaurado entre 1957 y 1959, bajo el criterio general de devolver su impronta colonial, sufriendo entonces algunas transformaciones. Desde 1958 funciona en este edificio el  Museo Histórico Cabildo
En 2013-2015 se realizaron obras importantes de restauración de la fachada (paramento). 
En agosto de 2024 se descubrieron, durante la excavación en uno de sus patios, numerosos objetos, representativos de las distintas épocas en la vida del edificio, destacándose una fuente de agua (manantial o cisterna) que correspondería a la construcción del siglo XVIII.

## Arquitectura
La fachada sigue el Neoclasicismo Español de la época: un plano perforado por aberturas adinteladas, remarcadas por chambranas lisas, con guardapolvo en la planta alta.

La estructura está dispuesta de forma simétrica con cuatro patios. 
La restauración de 1957-1959 utilizó el criterio general de devolver la impronta original, sufriendo entonces algunas transformaciones en su interior. 
En 2013 comenzaron las obras de restauración de la fachada y azotea. La intervención se presentó bastante compleja por el estado del edificio y los diferentes materiales que lo conforman. Se debía resolver el revoque, la granulometría que se utilizaría de acuerdo a un estudio químico de los componentes de los revestimientos y los elementos que no serían  sustituidos sino restaurados y conservados.En diciembre de 2014, finalizó la restauración de la fachada de la Peatonal Sarandí.Fue prioritaria la conservación y restauración de los pétreos que componen la ornamentación del edificio. Las obras de restauración de la envolvente, finalizaron en 2015 y abarcaron sillares de piedra, revoques, molduras, cornisas, carpinterías de madera y rejas.
En agosto de 2024 se descubrieron durante las excavaciones realizadas para la instalación de un ascensor que garantizara la accesibilidad a la planta alta,  múltiples piezas que corresponden a distintas épocas de Montevideo. En uno de los patios abiertos fue hallada una fuente de agua o cisterna de ladrillo y mortero de cal, la ubicación correspondía al exterior de la antigua construcción.
 La subsecretaria del Ministerio de Educación y Cultura, profesora Ana Ribeiro, explicó que la naciente ciudad de Montevideo, "Al ser una ciudad amurallada, ante cualquier situación bélica, quedaba encerrada en sí misma y el agua no era abundante". 
El edificio del Cabildo tiene dos épocas en su construcción. La cisterna circular de ladrillo y mortero de cal,  estaría allí, presumiblemente, desde 1730".

## Museo histórico

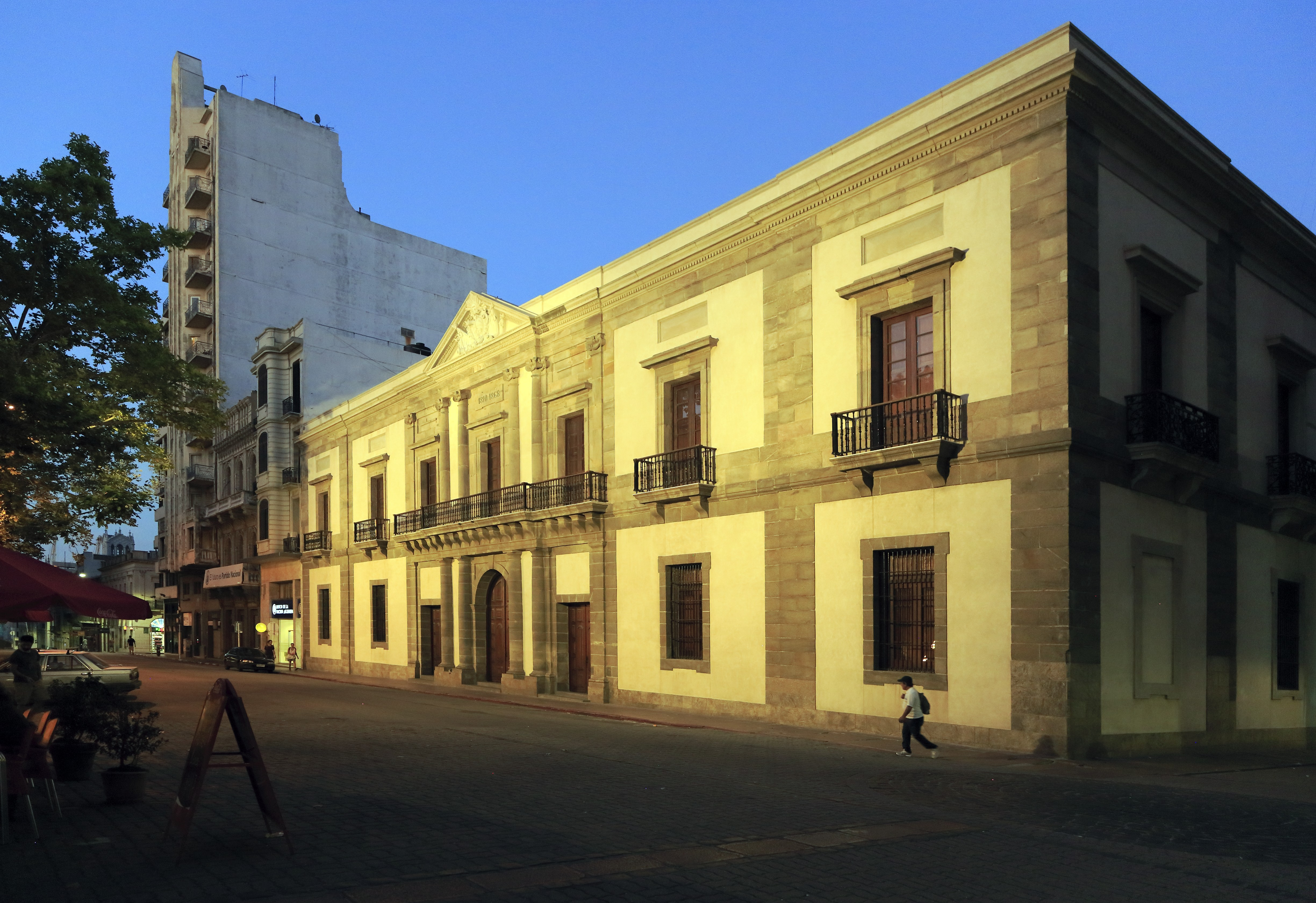
Fachada del edificio. frente a la plaza, al atardecer. (2019).

En los años cincuenta el edificio del Cabildo pasó a la órbita municipal, por lo que el entonces Consejo Departamental decidió trasladar el Museo Histórico Municipal ubicado en la antigua Quinta de Sierra en el Prado de Montevideo hacia el Cabildo. El 21 de septiembre de 1958 fue inaugurado el Museo y Archivo Histórico Municipal, hoy Museo Histórico Cabildo
En la actualidad el museo propone curadurías críticas en torno a las narrativas históricas, favoreciendo la reflexión, el desarrollo del pensamiento crítico y divulgando el conocimiento generado por la academia. Diseña múltiples estrategias que favorecen respuestas emocionales en los visitantes, e implementa un programa innovador de actividades educativas. Lleva adelante además, una rigurosa política de conservación preventiva de su acervo. En 2014 inauguró las salas de almacenaje del mismo, conformado por valiosas colecciones iconográficas, planos, libros, piezas textiles, mobiliario y armas, entre otros.
En cuanto a su propuesta museográfica, se presentan exposiciones temporales y permanentes, incorporando nuevas tecnologías, variedad de soportes y lenguajes audiovisuales. Promedialmente se inauguran en el museo siete exposiciones al año, proponiendo así otras narrativas  históricas y aportando nuevos enfoques. En este sentido se convocan regularmente a artistas contemporáneos locales e internacionales, práctica que aporta sin dudas nuevas miradas.

## Galería

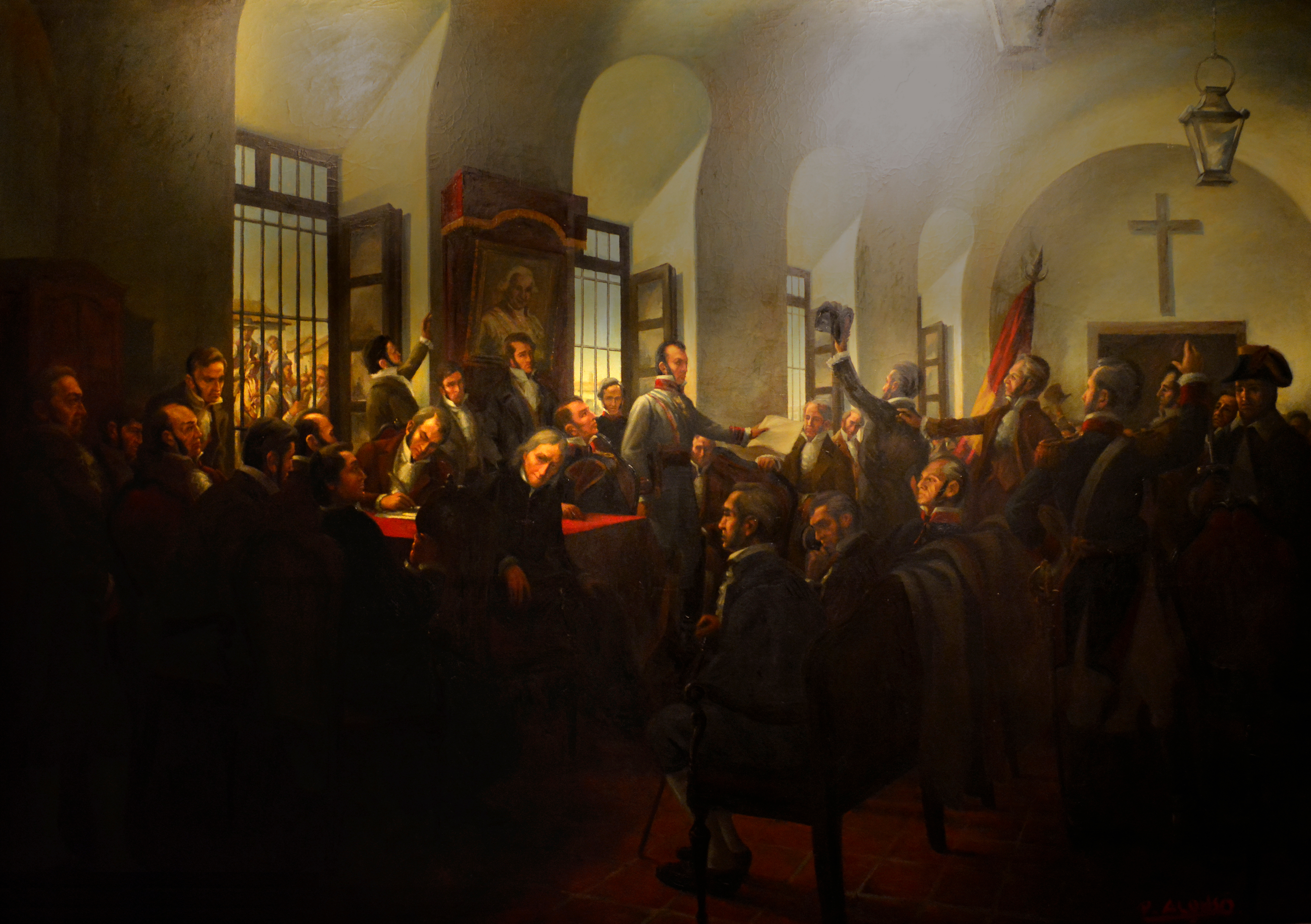
Pintura de Pedro Alonso sobre el Cabildo de 1808.
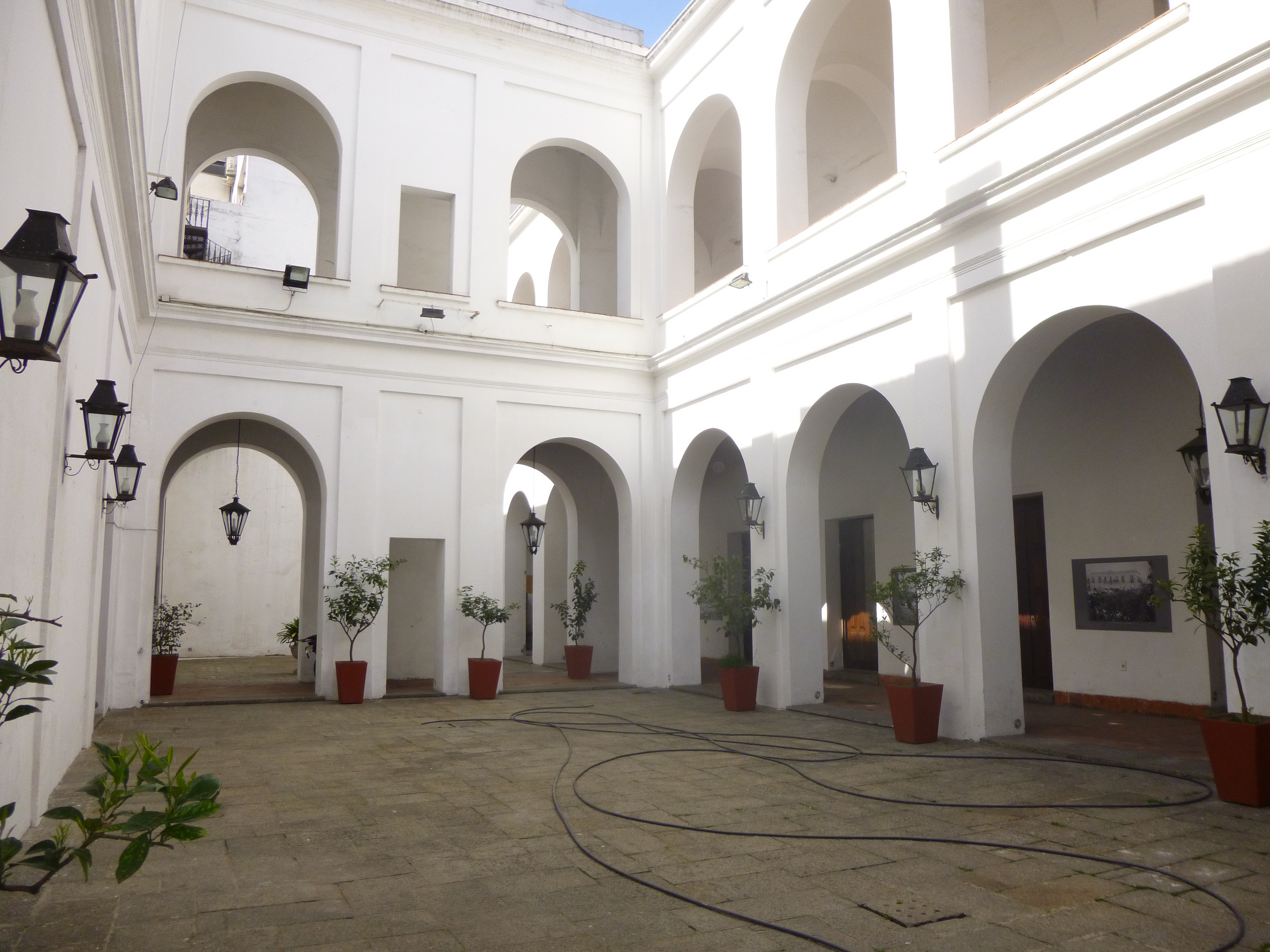
Interior del Cabildo.